# 청풍호 자드락길

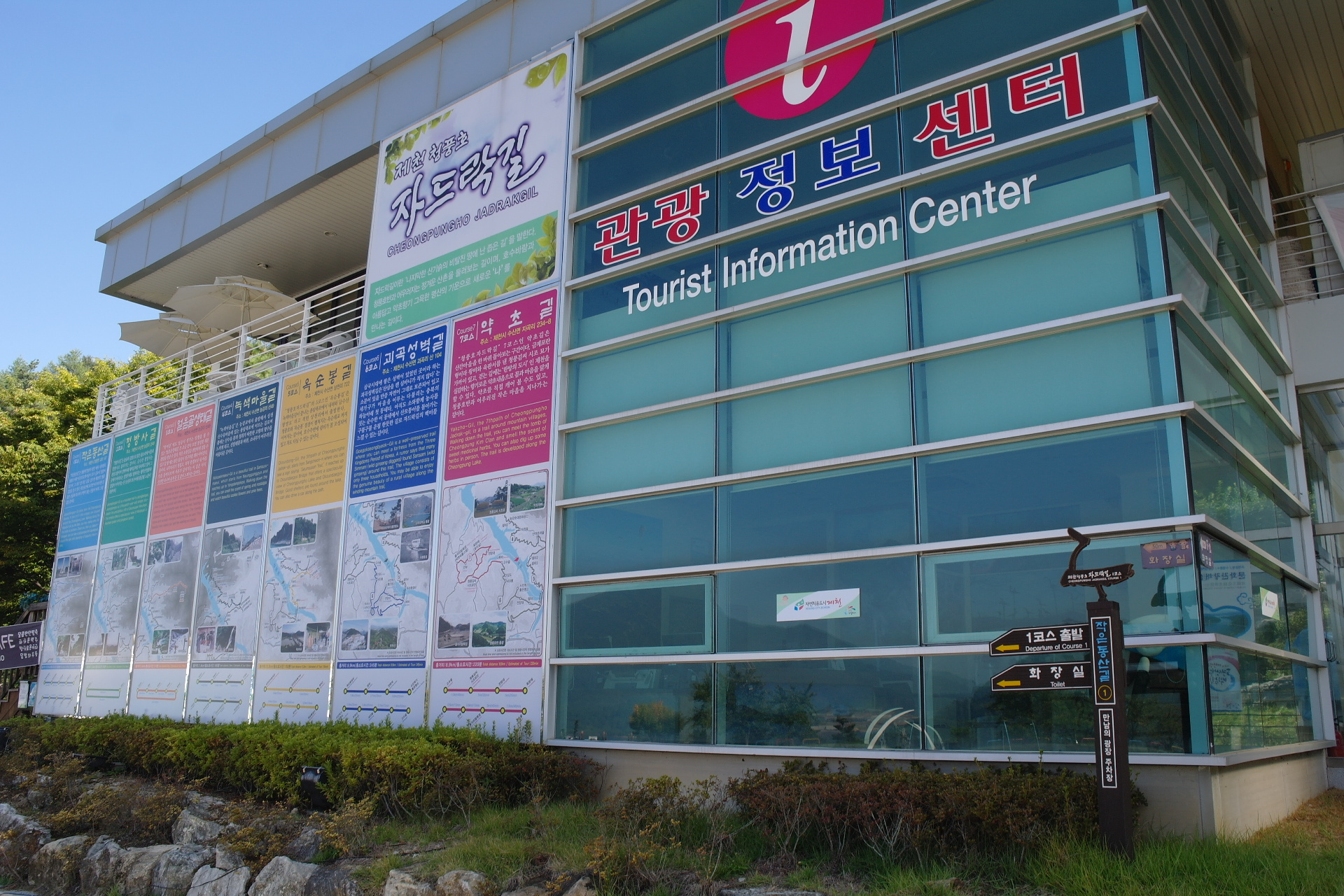
제천 청풍호 자드락길 출발지점 만남의 광장에 게시한 안내문 및 지형도

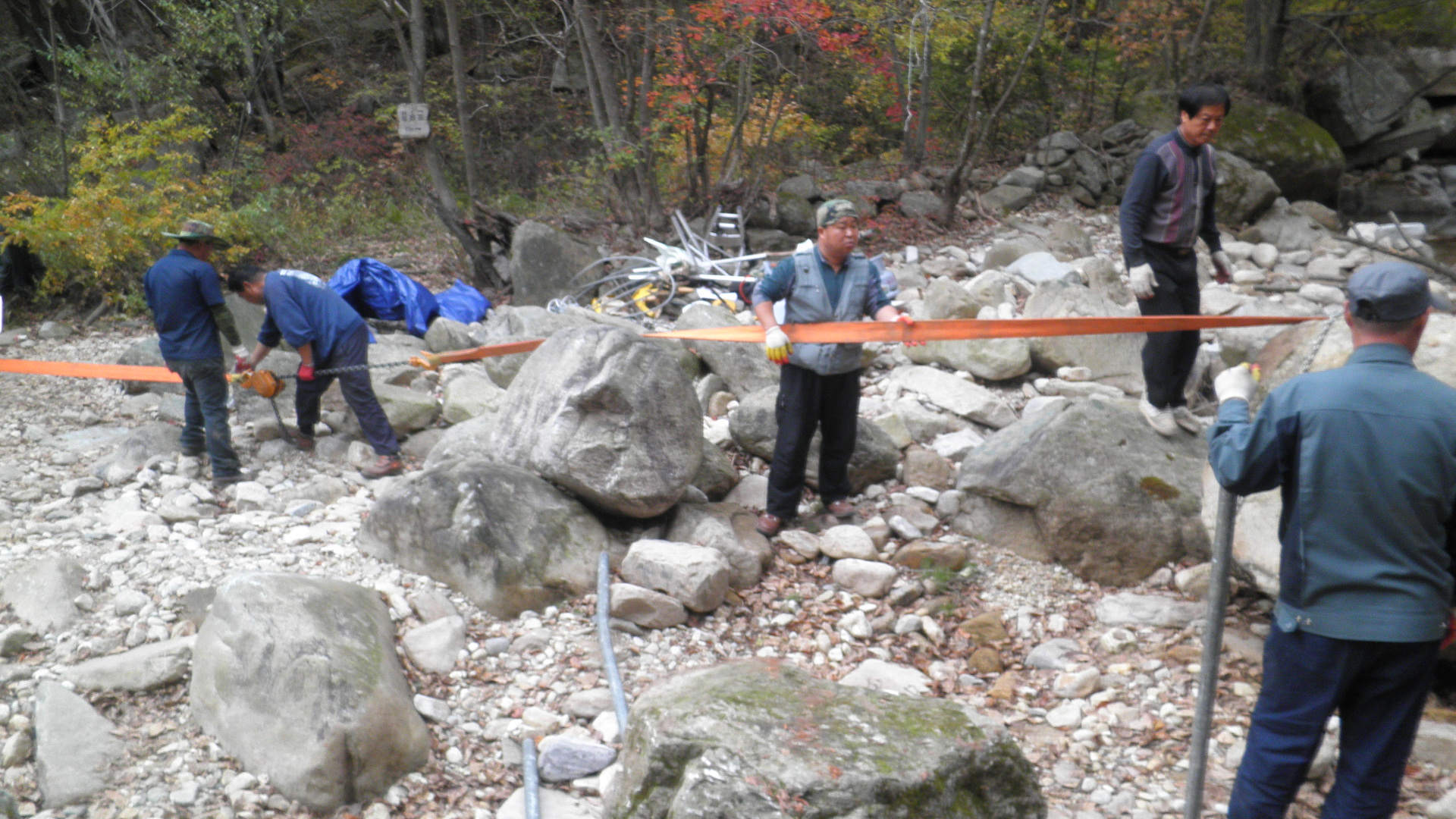
청풍호 자드락길 능강구곡 만당암에 돌다리를 조성할 때 전경

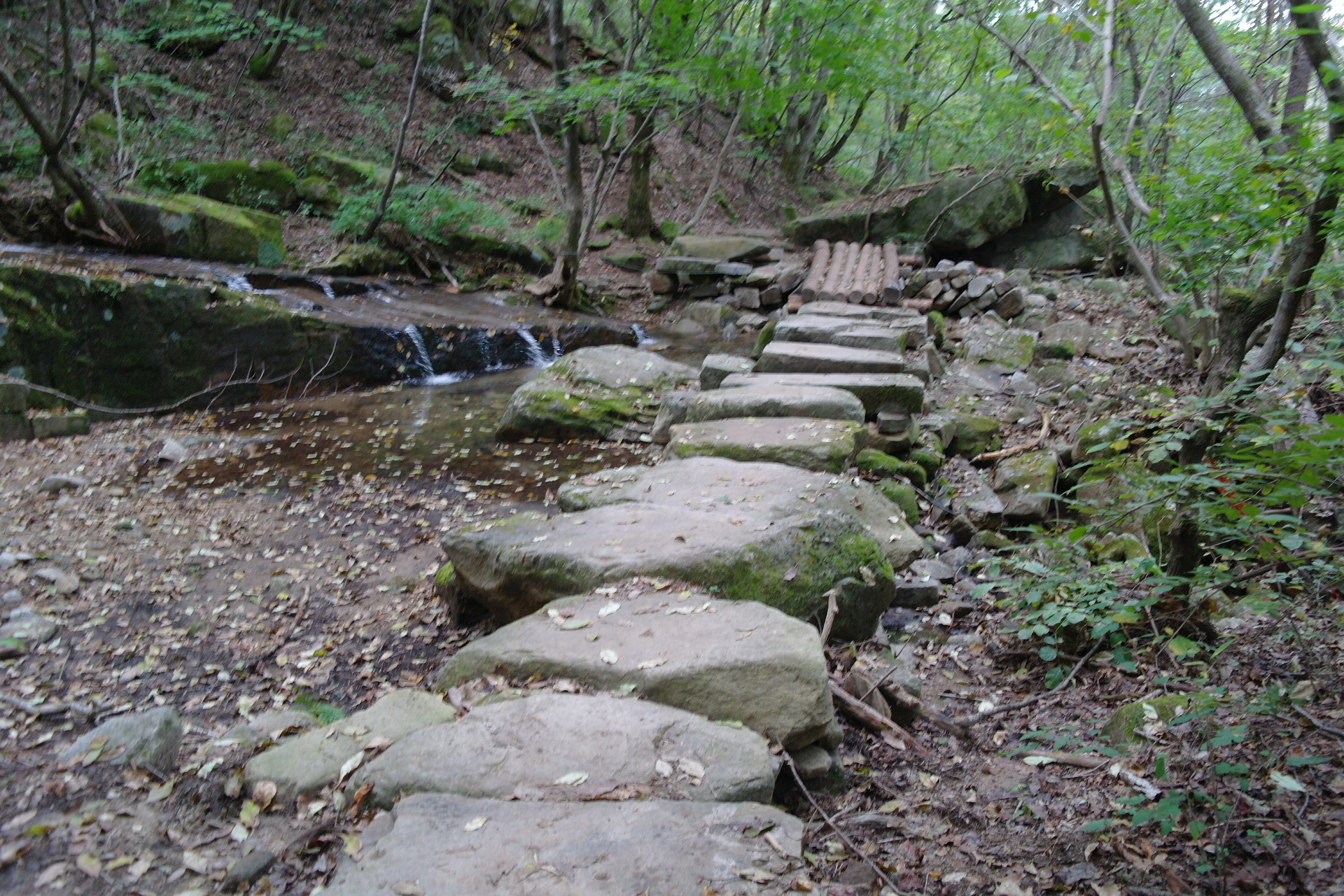
자드락길 얼음골 생태길 능강계곡에 조성한 징검다리와 통나무다리

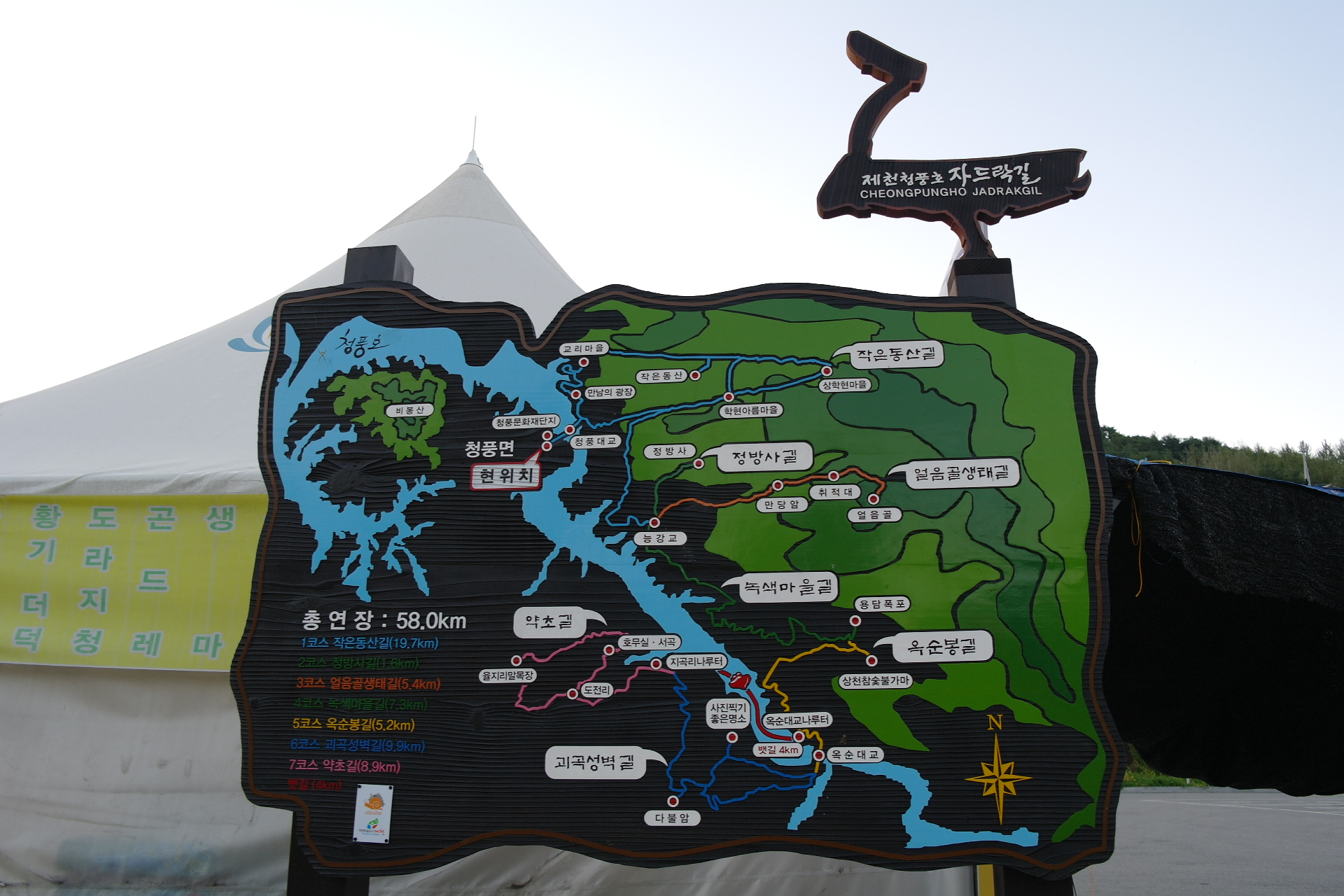
청풍호 자드락길의 개략도 안내판

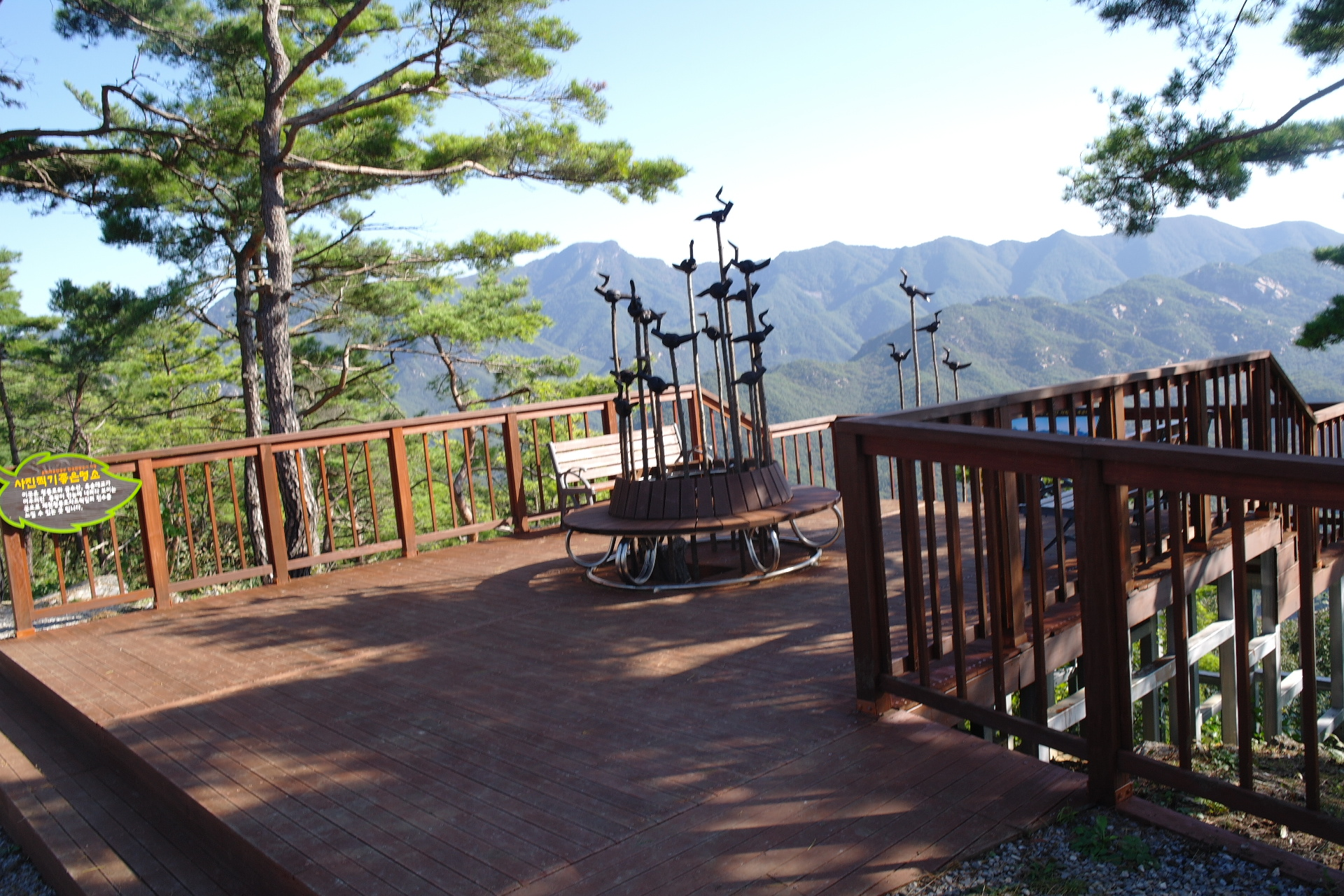
청풍호 자드락길 괴곡성벽길에 조성한 전망대 구조물

대한민국 행정안전부가 녹색성장 기반 확충과 녹색길 수요급증에 부응키 위해 제천시가 청풍호반에 조성한 7개 구간 58km의 트레킹 코스 자드락길이다.

## 추진배경
충청북도 북부지역에 제천시는 월악산, 소백산, 치악산 3대 국립공원의 중간에 위치하여 강원도, 경상도, 충청도와 접경지로 중부내륙의 청정휴양 도시로 정평이 났다.
1985년 충주댐으로 내륙의 바다가 된 청풍호(淸風湖)를 중심으로 금수산, 비봉산, 대덕산, 동산, 신선봉, 가은산, 옥순봉, 구담봉 등의 명산대호(名山大湖)의 풍광은 한국의 스위스로 불리는 천혜의 절승이다.
충주댐으로 충주시, 제천시, 단양군이 수몰지역에 내륙의 바다가 뱃길 100리 가운데 가장 풍광이 수려한 청풍호의 청풍호반(淸風湖畔)에 수려한 풍광을 따라 걷는 자드락길을 조성하게 되었다.

## 사업개요
행정안전부의 ‘2011년 친환경 생활공간 조성사업’으로 선정된 청풍호 자드락길 조성사업은 제천시 문화관광과 시행주관으로 청풍호반(청풍면~수산면) 일원에 총사업비 12억 4,000만원(국비 50%, 도비 10%, 시비 40%)이 투입되어 7개구간 58km를 2011년 3월 기본 및 실시설계, 5월에 공사착공 동년 12월 31일에 준공했다. 2012년 3월에 정식으로 준공식을 가지면서 개통하게 되었다.

## 표고와 경사도
자드락길 트래킹 코스의 대상지는 200m~400m 이상이 34.7%를 차지하며 평균표고는 324.0m로 분석되었다. 경사도는 금수산으로 인해 25° 이상의 급경사지가 45.2%를 차지하며 평균 경사도는 22.5°로 분석되었다. 생태자연도는 1,2,3등급이 고루 분포하며, 상천리의 경우 월악산국립공원에 의한 별도관리지역으로 구분되어 있다.

## 구간의 길이와 명칭
청풍호 자드락길 구간을 실시 설계하여 착공하면서 설계변경과 구간의 명칭이 변경되어 7개구간 58km를 최종적으로 조성했다.
① 작은동산길 19.7km(청풍 만남의광장~능강교) / 청풍면 교리~학현리~도화리
② 정방사길 1.6km(능강교~정방사) / 수산면 능강리
③ 얼음골 생태길 5.4km(능강교~얼음골) / 수산면 능강리
④ 녹색마을길 7.3km(능강 야생화단지~상천 민속마을) / 수산면 능강리~하천리~상천리
⑤ 옥순봉길 5.2km(상천민속마을~옥순대교) / 수산면 상천리
⑥ 괴곡 성벽길 9.9km(옥순대교~지곡리) / 수산면 괴곡리~지곡리
⑦ 약초길 8.9km(지곡리~말목장) / 수산면 지곡리~도전리~서곡리~율지리
제천 청풍호 자드락길은 청풍호반의 생태탐방자원인 자연문화관광의 가치를 제고하여 문화관광자원화할 수 있게 되었다.